# Hybe Corporation
Hybe Corporation (Hangeul: 하이브, stilisiert HYBE Corporation) ist ein südkoreanisches Unternehmen, das im Jahr 2005 von Bang-Si-hyuk unter dem Namen Big Hit Entertainment Co., Ltd. gegründet wurde. Zu den Tochterfirmen zählen beispielsweise die unter Hybe Labels zusammengefassten Unterhaltungsagenturen Big Hit Music, Source Music, Pledis Entertainment, Belift Lab, Hybe Labels Japan und KOZ Entertainment.

## Geschichte

### 2005–2021: Big Hit Entertainment
Am 1. Februar 2005 gründete der Musikproduzent Bang Si-hyuk Big Hit Entertainment. 2007 nahm das Label das Vocal-Trio 8Eight unter Vertrag. Die Gruppe löste sich 2014 auf.
Im Jahr 2010 unterzeichnete das Unternehmen einen gemeinsamen Managementvertrag mit JYP Entertainment über die Boygroup 2AM. Im selben Jahr unterschrieb RM als erstes Mitglied von BTS einen Vertrag mit Big Hit. Daraufhin startete Bang Si-hyuk ein bundesweites Casting, wodurch weitere Mitglieder der Gruppe gefunden werden sollten. BTS debütierten am 13. Juni 2013.
Im Jahr 2012 nahm das Unternehmen Lim Jeong-hee unter Vertrag, welche das Label 2015 wieder verließ. Außerdem gründeten sie gemeinsam mit Source Music die Girlgroup GLAM, welche sich jedoch 2014 aufgrund eines Skandals, in den Bandmitglied Kim Da-hee involviert war, auflöste.
Nachdem im April 2014 der gemeinsame Vertrag mit JYP abgelaufen war, blieb Lee Chang-min als einziges Mitglied von 2AM bei Big Hit Entertainment. Er debütierte später mit Lee Hyun unter dem Namen Homme. Im Jahr 2018 löste sich das Duo jedoch wieder auf, woraufhin Lee Chang-min das Label verließ, während Lee Hyun seine Karriere bei Big Hit als Solosänger fortführte.
Im Jahr 2015 erwarb die Signal Entertainment Group, ein am KOSDAQ notiertes Unternehmen, das sich auf Künstlermanagement und Fernsehproduktion spezialisiert hat, Big Hit Entertainment durch eine Wandelanleihe in Höhe von 6 Milliarden Won. Anfang 2016 beendete Big Hit seine Beteiligungsverhältnisse mit Signal und löste die Anleihen vollständig auf.
Im Jahr 2017 wurde bekannt, dass Big Hit Entertainment 30 Millionen Won an die Organisation 4/16 Sewol Families for Truth and A Safer Society gespendet hat, die die betroffenen Familien des Sewol-Unglücks von 2014 unterstützt.
Im August 2018 gab Big Hit Entertainment bekannt, mit CJ E&M eine gemeinsame Firma namens Belift Lab gründen zu wollen. Im Oktober 2018 verkündeten sie, dass BTS ihren Vertrag vor Ablauf um sieben weitere Jahre verlängert haben.
Im März 2019 debütierte TXT als zweite Boygroup von Big Hit Entertainment. Im selben Monat wurde Lenzo Yoon zum Co-CEO ernannt. Im Juli erwarb Big Hit die Unterhaltungsagentur Source Music und im August die Videospielfirma Superb.
Dank der von der Tochterfirma beNX (heute Weverse Company) entwickelten Apps Weverse und Weply (heute Weverse Shop) wurde Big Hit vom Magazin Fast Company zum weltweit viert innovativsten Unternehmen des Jahres 2020 gewählt. Im Mai 2020 wurde Big Hit Entertainment Hauptaktionär des Plattenlabels Pledis Entertainment, das weiterhin seine Unabhängigkeit behalten würde, bei der Vermarktung ihrer Künstler außerhalb Koreas allerdings Unterstützung von Big Hit erhalten sollte. Im November 2020 übernahm Big Hit Entertainment das vom Rapper Zico gegründete Label KOZ Entertainment. Von Juni bis September 2020 wurde die Survival-Show I-Land auf Mnet und Big Hits YouTube Kanal ausgestrahlt, in der über die Mitglieder der Boygroup Enhypen entschieden wurde, welche im November unter Belift Lab debütierte.
Außerdem spendete Big Hit Entertainment im Jahr 2020 zusammen mit BTS 1 Million US-Dollar zur Unterstützung der "Black Lives Matter"-Bewegung während der Proteste im Zusammenhang mit der gewaltsamen Tötung von George Floyd. Eine weitere Million spendeten sie an Live Nations "Crew Nation"-Kampagne, um das Live-Musikpersonal während der COVID-19-Pandemie zu unterstützen.
Am 27. Januar 2021 wurde verkündet, dass die Naver Corporation 354,8 Milliarden Won in Big Hits Tochtergesellschaft beNX, welche später in Weverse Company Inc. umbenannt wurde, investieren und 49 % des Unternehmens erwerben würde. Im Gegenzug würde Naver seinen Video-Streaming-Dienst V Live an Benx übertragen. Außerdem wurde bekannt, dass Big Hit Entertainment 30 Milliarden und Benx 40 Milliarden Won in YG Plus, eine Tochtergesellschaft von YG Entertainment, investieren und so Anteile von 7,68 Prozent und 10,24 Prozent erhalten würden. Am 17. Februar 2021 kündigten Big Hit Entertainment und Universal Music Group eine Partnerschaft an, in deren Rahmen sie bei verschiedenen musik- und technologiebezogenen Projekten zusammenarbeiten werden. Am 25. Februar wurde bekannt, dass Big Hit 4 Milliarden Won in das koreanische KI-Unternehmen Supertone investieren werden.

### 2021–heute: Hybe Corporation
Am 10. März 2021 gaben Big Hit Entertainment bekannt, dass sie den Namen ihres Unternehmens zu HYBE Corporation ändern würden, was “connection, expansion, and relationships” (Verbindung, Ausweitung und Beziehungen) symbolisieren soll. Die Umbenennung wurde am 19. März darin begründet, sie hätten sich im Laufe der Zeit zu einem Multilabel-Unternehmen entwickelt, das mittlerweile in vielen unterschiedlichen Bereichen tätig sei, sodass die Bezeichnung Big Hit Entertainment nicht mehr den Zweck des Unternehmens widerspiegle. Außerdem enthüllten sie ihr neues Logo zusammen mit dem Slogan "We believe in music" (Wir glauben an Musik). Die Identität des Namens Big Hit soll durch das neu geschaffene Sublabel Big Hit Music trotzdem weiterleben. Am 22. März zog das Unternehmen in ihren neugebauten Hauptsitz in Yongsan-gu, Seoul, ein. Die Namensänderung trat am 31. März 2021 in Kraft.
Am 2. April 2021 berichteten koreanische Medien, dass die Film- und Fernsehgesellschaft Warner Bros. plant, 500 Milliarden Won in Hybe zu investieren. Warner wird so einen Anteil an Hybe von 5,9 % und über HBO Max außerdem die alleinigen Rechte an exklusiven Inhalten wie BTS' Livekonzerten und Dokumentarfilmen erhalten. Medienberichten desselben Tages zufolge hat außerdem Scooter Braun die Gesamtheit seiner Ithaca Holdings, einschließlich der Big Machine Label Group und SB Projects, welche Künstler wie Justin Bieber und Ariana Grande managen, an Hybes Tochtergesellschaft Hybe America verkauft. Während Braun dem Vorstand von Hybe beitreten soll, wird Scott Borchetta weiterhin CEO von Big Machine bleiben.

## Tochtergesellschaften

### HYBE Labels
Gemeinschaft von Unterhaltungs- und Musikproduktionsfirmen und -labels, die größtenteils oder teilweise im Besitz der Hybe Corporation sind und dennoch unabhängig arbeiten.
- Big Hit Music
  - Lee Hyun
  - BTS
  - TXT
- Belift Lab (mit CJ E&M)
  - Enhypen
  - ILLIT
- Source Music
  - Le Sserafim
- Pledis Entertainment
  - Bumzu
  - TWS
  - Seventeen
  - Nana
  - Kyulkyung
  - Yehana
  - Sungyeon
- KOZ Entertainment
  - Zico
  - Dvwn
  - Boynextdoor
- ADOR
  - NewJeans
- HYBE Labels Japan
  - &TEAM

### HYBE Solutions
Bereitstellung von Geschäftslösungen für die Labels und Vorantreiben von geschäftlichen auf Musik basierenden Initiativen einschließlich Auftritte, Multimedia-Inhalte, IP, Bildung und Spiele.
- HYBE 360
- HYBE IP
- HYBE Edu
- Superb
- HYBE Solutions Japan
- HYBE T&D Japan

### HYBE Platforms
Verbindung und Erweiterung aller Inhalte und Dienste von HYBE.
- Weverse Company

### HYBE America
Bildet neben den HYBE Headquarters in Seoul, Südkorea, den in den USA angesiedelten Teil der Hybe Corporation.

## Konzerte
| Datum             | Titel                                         | Ort der Veranstaltung | Teilnehmer                                                                                     | Ref.   |
| ----------------- | --------------------------------------------- | --------------------- | ---------------------------------------------------------------------------------------------- | ------ |
| 31. Dezember 2020 | 2021 NEW YEAR'S EVE LIVE presented by Weverse | Weverse (online)      | BTS, TXT, Lee Hyun, GFriend, NU'EST, Bumzu, Enhypen Gastauftritte von Halsey, Lauv, Steve Aoki | [ 39 ] |